# Щурик
Щурик (Progne) — рід горобцеподібних птахів родини ластівкових (Hirundinidae). Представники поширені в Америці.

## Етимологія
Родова назва Progne дана на честь Прокни, у грецькій міфології дочка царя Афін Пандіона і дружина царя Фракії Терея. Терей зґвалтував сестру Прокни Філомелу, потім відрізав їй язик та ув'язнив. Філомела виткала пеплос, в якому у візерунок вклала слова-ключ, завдяки якому Прокне дізналася про долю своєї сестри. Прокне врятувала сестру, а потім обоє вбили сина Прокне Ітіса і вони віддали його тіло в посуді Терею. Почувши їхні благання, боги допомогли їм уникнути гніву Терея, перетворивши їх на птахів: Прокну на ластівку, Філомелу на соловейка, а Терея на одуда.

## Класифікація
Рід містить 9 видів:
- Щурик пурпуровий (P. subis)
- Щурик кубинський (P. cryptoleuca)
- Щурик антильський (P. dominicensis)
- Щурик білочеревий (P. sinaloae)
- Щурик сірогорлий (P. chalybea)
- Щурик галапагоський (P. modesta)
- Щурик перуанський (P. murphyi)
- Щурик південний (P. elegans)
- Щурик бурий (P. tapera)